# Foligno Calcio 2012-2013
Questa pagina raccoglie le informazioni riguardanti il Foligno Calcio nelle competizioni ufficiali della stagione 2012-2013.

## Rosa
| N. |                     | Ruolo | Calciatore          |
| -- | ------------------- | ----- | ------------------- |
|    | Italia (bandiera)   | D     | Andrea Adamo        |
|    | Italia (bandiera)   | A     | Alessandro Albi     |
|    | Italia (bandiera)   | A     | Pietro Balistreri   |
|    | Italia (bandiera)   | D     | Giacomo Barbetta    |
|    | Italia (bandiera)   | P     | Alessandro Beni     |
|    | Italia (bandiera)   | D     | Giacomo Biondi      |
|    | Italia (bandiera)   | C     | Alessandro Borghese |
|    | Italia (bandiera)   | A     | Matteo Brunori      |
|    | Italia (bandiera)   | C     | Dario Colombi       |
|    | Italia (bandiera)   | C     | Claudio Costanzo    |
|    | Italia (bandiera)   | D     | Paolo Cotroneo      |
|    | Svizzera (bandiera) | D     | Mattia Desole       |
|    | Italia (bandiera)   | C     | Simone Fedeli       |
|    | Italia (bandiera)   | C     | Luca Fiordani       |
|    | Italia (bandiera)   | C     | Filippo Fondi       |
|    | Italia (bandiera)   | A     | Antonio Gaeta       |

| N. |                   | Ruolo | Calciatore           |
| -- | ----------------- | ----- | -------------------- |
|    | Italia (bandiera) | C     | Fabio Gatti          |
|    | Italia (bandiera) | A     | Felice Gesuele       |
|    | Italia (bandiera) | A     | Fabrizio Guarraccino |
|    | Italia (bandiera) | C     | Antonino Lo Nardo    |
|    | Italia (bandiera) | D     | Riccardo Mantelli    |
|    | Italia (bandiera) | C     | Claudio Menchinella  |
|    | Italia (bandiera) | C     | Nicola Padoin        |
|    | Italia (bandiera) | D     | Alessio Petti        |
|    | Italia (bandiera) | P     | Alessandro Piacenti  |
|    | Italia (bandiera) | D     | Niccolò Pupeschi     |
|    | Italia (bandiera) | C     | Francesco Rampi      |
|    | Italia (bandiera) | C     | Giampiero Tozzi      |
|    | Italia (bandiera) | C     | Francesco Vassallo   |
|    | Italia (bandiera) | D     | Dario Vernuschi      |
|    | Italia (bandiera) | P     | Giovanni Zandrini    |